# Belford Roxo
Belford Roxo és un municipi brasiler de l'estat de Rio de Janeiro. És a una altura de 18 metres sobre el nivell del mar. La seva població estimada l'any 2006 era de 489.002 habitants, en una superfície de 79 km²;.